# NGC 6092
NGC 6092 is een dubbelster in het sterrenbeeld Noorderkroon. Het hemelobject werd op 11 mei 1885 ontdekt door de Franse astronoom Guillaume Bigourdan.